# Starý Kolín
Starý Kolín – gmina w Czechach, w powiecie Kolín, w kraju środkowoczeskim. Według danych z dnia 1 stycznia 2013 liczyła 1 607 mieszkańców.

## Podział gminy
- Starý Kolín
- Bašta